# Паллас, Симон
Симо́н Па́ллас (нем. Simon Pallas; 1694—1770) — немецкий врач, хирург и профессор. Известен как отец и учитель академика Петера Симона Па́лласа (1741—1811).

## Биография
Родился в 1694 году в городе Йоганнесбург в провинции Восточная Пруссия, но большую часть жизни прожил в Берлине.
Он учился в хирургической школе в Париже.
С 1727 года служил полковым хирургом в пехоте прусской армии.
С 1740 года был профессором хирургии, затем главным хирургом в Берлинской медико-хирургической коллегии (сейчас — клиника Шарите).
В 1763—1770 годах он опубликовал ряд медицинских учебников.
Известен учениями о трепанации, операции по извлечению камня мочевого пузыря, показанием к кесареву сечению, лечению переломов костей и вывихов.

## Семья
Жена — Сузанна Леонард (нем. Susanna Pallas (в дев. Leonard или Leinard)). Родилась в Берлине, родом из протестантской семьи (гугеноты) эмигрантов из французского города Мец. От первого мужа (фр. Abraham Le Jeune (1696—1727)) был сын (фр. Paul), который жил с ней до 1790 года.
Дети:
- В 1731 году родился сын Август (нем. August Friedrich Pallas), ставший врачом в Берлине. Скончался в Берлине 1812 году.
- В 1736 году родилась дочь Шарлотта (нем. Charlotta Sophia Albertina). Скончалась в Берлине в 1811 году.
- В 1741 году в Берлине родился младший сын Петер, который в 1767—1810 годах работал в России. Скончался в Берлине в 1811 году.

Другой брат или родственник — нем. Heinrich Wilhelm Pallas был врачом, защитил диссертацию.

## Основные научные труды
- Anleitung zur praktischen Chirurgie — Руководство к практической хирургии; 1763, 1770.
- Ueber die chirurgischen Operatione — На хирургических операциях; 1763, 1770.
- Anleitung die Knochenkrankheiten zu heilen — Руководство к исцелению костных заболеваний; 1770.